# Artem Hordijenko
Artem Ołeksandrowycz Hordijenko, ukr. Артем Олександрович Гордієнко (ur. 4 marca 1991 w Krasnym Łuczu) – ukraiński piłkarz, grający na pozycji obrońcy lub pomocnika.

## Kariera piłkarska

### Kariera klubowa
Wychowanek klubu Szachtar Krasnyj Łucz oraz Szkoły Sportowej w Ługańsku, barwy których bronił w juniorskich mistrzostwach Ukrainy (DJuFL). Karierę piłkarską rozpoczął 7 marca 2008 w drużynie rezerw Zorii Ługańsk. 26 maja 2013 debiutował w podstawowym składzie Zorii w meczu z Tawriją Symferopol. 7 czerwca 2019 został piłkarzem Sheriffa Tyraspol. 13 stycznia 2020 podpisał kontrakt z FK Ołeksandrija.

### Kariera reprezentacyjna
W 2008 występował w juniorskiej reprezentacji Ukrainy.

## Sukcesy i odznaczenia

### Sukcesy klubowe
Zoria Ługańsk
- finalista Pucharu Ukrainy: 2015/16